# Смионица
Смионица је насељено место у Босни и Херцеговини у општини Јајце. Административно припада Федерацији Босне и Херцеговине, односно њеном Средњобосанском кантону. Према попису становништва из 2013. у насељу је било 276 становника, а већинску популацију у насељу чинили су Хрвати.

## Становништво
По последњем службеном попису становништва из 2013. године у насељу Смионица живело је 276 становника, а село је било етнички хомогено са већинском хрватском популацијом.
| Националност | 2013. | 1991.        | 1981.        | 1971.        |
| Бошњаци      | —     | 66 (14,04%)  | 53 (11,30%)  | 57 (12,67%)  |
| Хрвати       | —     | 361 (76,81%) | 374 (79,74%) | 327 (72,67%) |
| Срби         | —     | 33 (7,02%)   | 42 (8,95%)   | 65 (14,44%)  |
| Југословени  | —     | 2 (0,42%)    | 0            | 0            |
| остали       | —     | 8(1,70%)     | 0            | 1 (0,22%)    |
| Укупно       | 276   | 470          | 469          | 450          |